# Агуа-Дулс (аэропорт)
Аэропорт Агуа-Дулс (англ. Agua Dulce Airpark), (FAA LID: L70), также известный, как Аэродром Агуа-Дулс, — гражданский аэропорт, расположенный в неинкорпорированном районе Агуа-Дулс, округ Лос-Анджелес (Калифорния), США.
Аэропорт был построен в 1958 году Джимом Аннином и двумя его коммерческими партнёрами. В 1990 году был выкуплен в собственность округа Лос-Анджелес и преобразован в аэропорт регионального назначения. В октябре 2005 года аэропорт перешёл в собственность компаний Spears Manufacturing и Spears Motorsports.

## Операционная деятельность
Аэропорт Агуа-Дулс занимает площадь в 77 гектар, расположен на высоте 811 метров над уровнем моря и эксплуатирует одну взлётно-посадочную полосу:
- 4/22 размерами 1402 х 15 метров с асфальтовым покрытием.

За период с 15 мая 2006 года по 15 мая 2007 года Аэропорт Агуа-Дулс обработал 2880 операций взлётов и посадок самолётов (в среднем 8 операций ежедневно), из которых 62 % пришлось на транзитные рейсы авиации общего назначения и 38 % — на местные рейсы авиации общего назначения.

## Участие в фильмах
Аэропорт Агуа-Дулс был задействован в следующих фильмах:
- в 1983 году съёмки клипа к песне «I Love Rocky Road» «Странного Эла» Янковича[6];
- в 1997 году в съёмках фильма «Огонь из преисподней» использовалась специально построенная на взлётно-посадочной полосе газовая станция[7];
- в 2000 году при съёмках фильма «Космические ковбои» аэропорт использовался в качестве вымышленного «Аэропорта Боннвилл-Пасс»[8].